# Тровање бунара
Тровање бунара је логичка грешка и ретоpичка тактика превентивног представљања неповољних информација о противнику, с намером да се дискредитује или исмева све што се он припрема да каже. Тровање бунара представља коришћење логичке грешке аргумент против човека.
Термин у овом контексту је први користио енглески кардинал Џон Хенри Њуман у свом делу Apologia Pro Vita Sua (1864) у ком је бранио своје религијске ставове. Термин вуче корене још од античких времена када је тровање бунара била ратна пракса.

## Структура
Тровање бунара може се јавити у облику (експлицитног или имплицитног) аргумента, а неки филозофи га сматрају неформалном заблудом.
„Аргумент“ о тровању бунара има следећи облик:
1. Неповољне информације (биле истините или лажне) о особи А износи друга особа. Пример: „Пре него што саслушате мог противника, могу ли да вас подсетим да је био у затвору.“
2. Стога ће тврдње које износи особа А бити лажне.[3]

Аргументи „тровања бунара“ се понекад користе са превентивним позивањем на асоцијациону заблуду. У овом обрасцу, неповољан атрибут се приписује свим будућим противницима, у покушају да се обесхрабри дебата. На пример, „То је мој став о финансирању јавног образовног система, и свако ко се не слаже са мном мрзи децу.“ Свака особа која иступи да оспори тврдњу ризикује да у том процесу примени ту ознаку на себе. Ово је лажна дилема: нису сви будући противници нужно власници неповољног атрибута. На пример, нису сви који имају другачије мишљење о финансирању јавног образовног система нужно мрзе децу.
„Аргумент“ тровања бунара може бити и у овом облику:
1. Неповољне дефиниције (биле тачне или лажне) које спречавају неслагање (или намећу афирмативни став).
2. Сваке тврдње без претходног слагања са горе наведеним дефиницијама се аутоматски одбацују.

Пример: „Шефе, чули сте моју страну приче и зашто мислим да Марка треба отпустити, а не мене. Сада сам сигуран да ће вам Марко доћи са неким јадним покушајем да се извуче из ове лажи коју је створио.“